# Vedior
Vedior was een Nederlands uitzendbureau (onder de naam Vedior Uitzendbureaux dat in 1981 ontstaan is na het samengaan van de uitzendbureaus Interlance en Evro. Het maakte deel uit van het toenmalige Vroom & Dreesmann-concern en had een speciale afdeling, Vedior Medica, gericht op tijdelijke arbeidskrachten in de zorg.

## Vedior Holding
In 1984 werd uitzendbureau Vedior, samen met de twee andere uitzendbureaus ASB en Dactylo, door Vendex ondergebracht in de Vedior Holding (later hernoemd tot Vedior International), dat wereldwijd actief werd in 43 landen. Naast bemiddeling in het vervullen van tijdelijke vacatures en vaste aanstellingen leverde Vedior Holding ook diensten op het gebied van human resources, outplacement en outsourcing. Verder werden ook trainingen aangeboden.
Vedior Holding kenmerkte zich door een grote verscheidenheid aan werkmaatschappijen en meer dan 200 merken. Zo waren de volgende werkmaatschappijen ook onderdeel van Vedior Holding:
| - Adhoc - De Onderwijs B.V. - Expand - Expectra engineering - FunktieMediair - Mailprofs | - Mintz - PTS - Projectpartners - Qualitair - Rekenmeesters - Sapphire | - Select AV - Societas - SPARQ - Staffplanning - Talisman Software - Voxius |

Vedior Informatika Projekten (VIP), de werkmaatschappij achter de computershops in V&D warenhuizen, werd in 1984 overgenomen door Info'Products.

## Expansie Vedior International
1994
- Vedior International neemt de Franse uitzendketen Regit over, naast het al eerder overgenomen Franse Intertra.[5]
- Uitzendbureaus Vedior en ASB gaan samen verder onder de naam ASB. ASB en Dactylo worden beide uitgebouwd naar 200 vestigingen in Nederland. Met deze 400 krijgt Vedior ongeveer evenveel vestigingen als marktleider Randstad.[6][7]

1995
- Vendex geeft bijna al zijn uitzendorganisaties dezelfde merknaam Vedior. Vendex had toen in de Benelux, Duitsland en Frankrijk, uitzendbureaus als ASB, Projectpartners, Compuhelp, Gregg, Intertra, Regit en Adhoc. Uitzondering zijn het Nederlandse Dactylo en het Franse ASB Interim.[8]

1997
- Vendex neemt het Franse uitzendconcern Bis over en splitst het bedrijf op in twee delen: de Vendex detailhandel en de zakelijk dienstverlener Vedior. Vedior wordt hiermee nummer drie in de Europese uitzendmarkt en nummer zes op de wereldmarkt.[9]
- In juni wordt een minderheidsbelang van Vedior naar de beurs gebracht.[10]

## Overname door Randstad
Op 30 november 2007 schoot de beurskoers van Vedior omhoog. De handel werd stilgelegd en het bedrijf werd gedwongen om koersgevoelige informatie te publiceren. Naar bleek was Randstad in bespreking met het bedrijf met betrekking tot overname. Op 3 december dat jaar deed Randstad een bod van EUR 20,19 per aandeel. Dat vertegenwoordigde een waarde van iets meer dan 3,5 miljard euro. De laatste dag dat met aandelen Vedior kon worden gehandeld was 25 juni 2008. Hierna verdween Vedior van de effectenbeurs en dus uit de AEX Index.
In Nederland werd het grootste onderdeel van Vedior international, de uitzendtak,  toegevoegd aan Tempo-Team, een dochter van Randstad.